# Johan Steengracht van Oostcapelle
Johannes (Johan) Steengracht van Oostcapelle, né le 21 juillet 1782 à Middelbourg en province de Zélande aux Pays-Bas et mort le 17 décembre 1846 à Paris, fut collectionneur d'art et directeur du Mauritshuis à La Haye de 1816 à 1840. 
Sa collection de tableaux anciens de l'École hollandaise du XVIIe siècle et de l'École flamande du même siècle fut dispersée lors d'une grande vente le 9 juin 1913 à Paris à la Galerie Georges Petit sous les marteaux des commissaires-priseurs Maître F. Lair-Dubreuil et Maître Henri Baudoin.
La célèbre collection Steengracht comprenait des tableaux de grands maîtres tels que :
- Gerard ter Borch
- Adriaen Brouwer
- Gérard Dou
- Antoine van Dyck
- Govaert Flinck
- Pieter de Hooch
- Jacob Jordaens
- Gabriel Metsu
- Aert van der Neer
- Adriaen van Ostade
- Paulus Potter
- Rembrandt
- Pierre Paul Rubens
- Jan Steen
- Adriaen Van de Velde
- et bien d'autres.

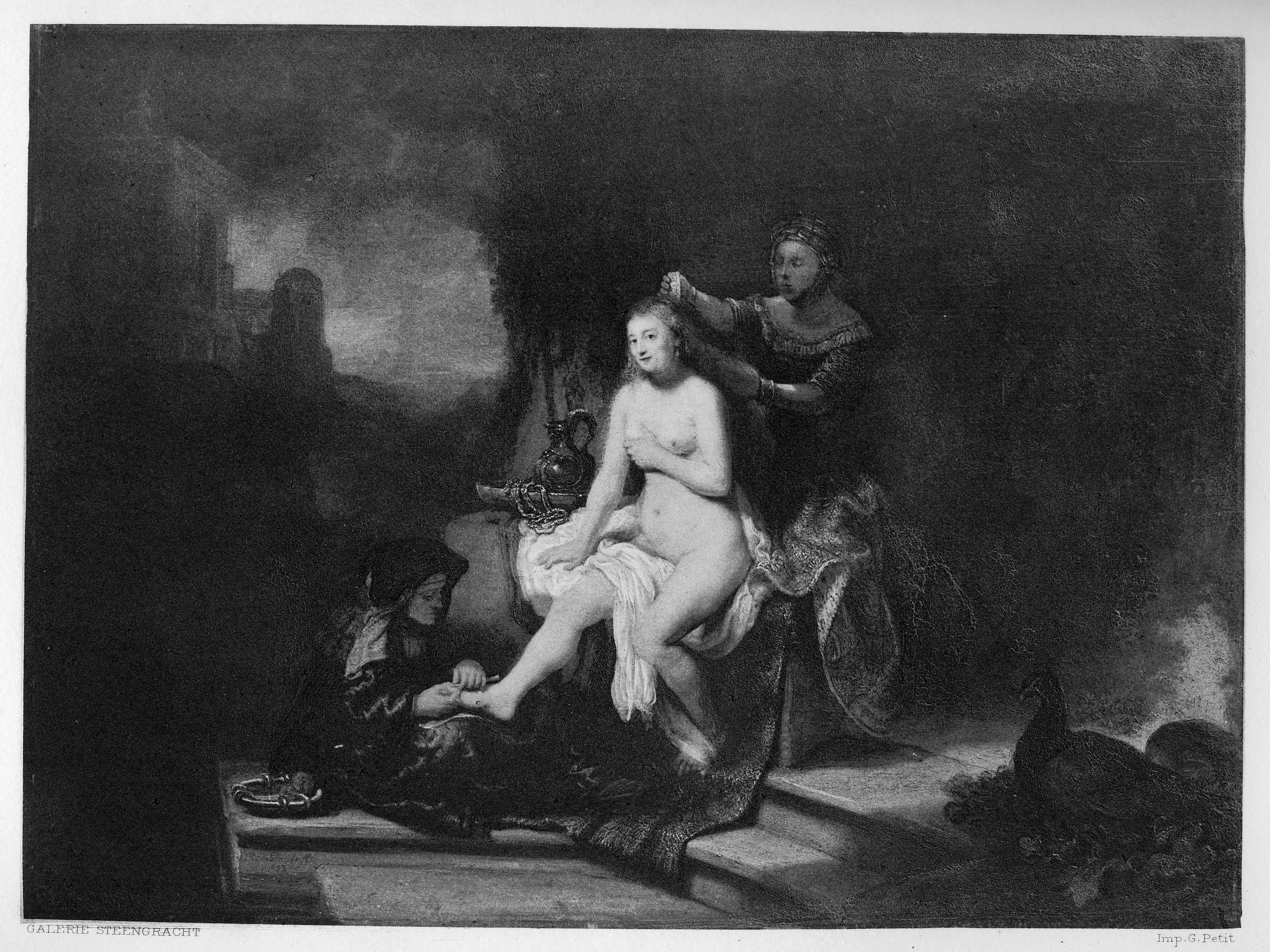
Bethsabée au bain

Lors de cette vente, un tableau attribué à Rembrandt représentant Bethsabée au bain remporta un prix record. 
Ce tableau se trouve, de nos jours, au Museum of Modern Art (MoMA) de New York.